# Mick Avory
Mick Avory (Født Michael Charles Avory den 15. februar 1944 i East Molesey, Surrey, England) er en engelsk musiker, der er bedst kendt som den langvarige trommeslager og slagtøjsspiller for The Kinks. Han sluttede sig til bandet kort efter dens grundlæggelse i 1964, men det endte i 1984 efter for mange konflikter mellem ham og Dave Davies . Han blev det medlem der havde været længst tid i bandet, udover brødrene Davies. 

## Biografi

### Før The Kinks (1962 – 1963)
I 1962, før han kom med i bandet The Kinks, spillede han i en kort periode trommer for The Rolling Stones. Han spillede trommer på deres første show i The Marquee Club, men han holdt ikke længe. Han blev erstattet af den nuværende trommeslager Charlie Watts. Mick studerede på London tromme skole, Drumtech.

### The Kinks (1964 – 1984)
Avory blev hyret af The Kinks (der kort forinden havde skiftet navn fra Ravens) i januar 1964, efter en annonce han havde placeret i magasinet Melody Maker. Til trods for hans evner havde de tidlige Kinks indspilninger (inkluderende You Really Got Me) ikke almindeligvis Avory på trommer. Producenten Shel Talmy hyrede mere trænede studietrommeslagere (mest kendt er Clem Cattini og Bobby Graham) til indspilning af studiealbummer til omkring 1965 . Efter sommeren 1965 spillede Mick trommer på størstedelen af The Kinks indspilninger. Det første album han spillede trommer på var Kinda Kinks, 1965, selvom hans bedste spil på trommerne først kom på albummene The Kinks Are the Village Green Preservation Society, 1968, og Arthur (Or the Decline and Fall of the British Empire), 1969. Hans sidste indspilninger for bandet var på albummet Word of Mouth, hvor han spillede på tre numre , selvom han ikke havde været et officielt medlem af bandet i et stykke tid. Avory var også tæt på at være det tredje medlem, der udover brødrene Davies, havde spillet med næsten alle de band medlemmer, der havde været i bandet. Det eneste medlem han ikke havde spillet sammen med var Bob Henrit – ham som erstattede ham – og keyboard spilleren Mark Haley, der erstattede Ian Gibbons (1979-1989) i 1989.
Avory blev altid betragtet som det stille og nemmeste medlem af The Kinks, og var Ray Davies bedste ven. Imidlertid resulterede hans turbulente forhold til guitaristen Dave Davies i mange legendariske konflikter på scenen. Den mest kendte (og udbredte) var på The Capitol Theatre, Cardiff, Wales, i 1965, hvor den normalt fredsommelige trommeslager, Avory, slog Davies med sin hi-hat pedal som gengæld for, at Davies havde sparket til hans trommesæt i hævn over et slagsmål, hvor de begge havde været fulde natten før i Taunton, der angiveligvis var blevet vundet af Avory. Han flygtede derefter for at gemme sig i adskillige dage for ikke at blive anholdt for vold af særlig farlig karakter. Andre gange kylede han sine trommestikker efter Davies . I sidste ende blev det anspændte forhold mellem Mick og den yngste Davies-bror for meget og Avory forlod bandet i 1984.  
Ray fortalte om situationen:” Den tristeste dag for mig var da Mick forlod bandet. Dave og Mick kunne bare ikke sammen. Der var frygtelige slagsmål, og jeg nåede til et punkt, hvor jeg bare ikke kunne klare det mere… Vi var i gang med et nummer ved navn "Good Day", og jeg kunne ikke overkomme at have både Mick og Dave i studiet, så jeg brugte en trommemaskine. Dave sagde at han ville erstatte Mick og ... jeg hentede Mick ind, og vi blev meget, meget fulde. Vi var i Guildford, og efter omkring 5 pints af denne vidunderlige stærke drik, sagde Mick at hvis der var en eller anden fra et andet band, der tilbød ham at tage med på tour, så ville han ikke gøre det, fordi han ikke ville tage på tour. Og jeg husker at han tog toget tilbage – fordi han havde fået forbud mod at køre; det var et rigtig dårligt år for Mick – og han gik til stationen og forsvandt ind i tågen .” Avory blev erstattet af Bob Henrit, tidligere Unit 4 + 2 og Argent trommeslager. 
Senere virkede det som om Dave og Mick havde fået løst deres konflikter, da Avory spillede trommerne på "Rock 'N' Roll Cities", et nummer på Think Visual albummet fra 1986, skrevet af Dave Davies. Mick blev bedt om at komme tilbage af Ray, men han afslog da han ville hvile efter den nonstop tour, arbejde og koncerter i 2 årtier for The Kinks .

### Nuværende arbejde (1985 -)
I april 2004 efter en forespørgsel fra The Animals, der skulle til at påbegynde deres 40 års jubilæumstour, blev Chip Hawkes (fra The Tremeloes) bedt om at grundlægge et band til at tage med på tour med dem. Dette gjorde han, og frembragte en virkelig supergruppe. Bandet bestod af originale medlemmer fra den engelske 1960er æra, inklusiv Avory, Eric Haydock (The Hollies) og Hawkes. Bandet har været på tour rundt om i verden, og har indspillet et album med deres tidligere bands hits. 
Mick Avory var gæst ved Ray Davies Royal Albert Hall koncert den 10. maj 2007. Han spillede tamburin. En anden gæst ved denne koncert var Ian Gibbons, tidligere The Kinks keyboard spiller.